# Etnocentrism
Etnocentrism eller kulturchauvinism är ett uttryck formulerat av William Graham Sumner, innebär att egna etniska gruppen är alltings centrum och måttstock mot vad allt jämförs. Man betraktar världen utifrån sin egen plats, vilket betyder att andra kanske inte delar ens åsikt och dömer utifrån egna positioner.
Västvärldens och Europas etnocentrism går under namnet eurocentrism. Eurocentrism är speciellt debatterat, eftersom mycket kunskap och produkter konsumeras av och produceras av västvärlden. Bland människor med en antisemitisk syn på världen är det snarare påstådd etnocentrism hos judar som står i fokus.
Etnocentrism kan även ses i ett brett perspektiv, det vill säga att man utgår från sin egen föreställningsvärld som inte nödvändigtvis har att göra med etnicitet.